# Championnat du Bhoutan de football 2017
Navigation
Saison précédente Saison suivante
La saison 2017 du Championnat du Bhoutan de football est la sixième édition du championnat national de première division au Bhoutan. Après une phase de qualification régionale, les six meilleures équipes du pays, dont trois issues du district de la capitale, Thimphou, s'affrontent à deux reprises. 
C'est le club de Transport United qui remporte la compétition, après avoir terminé en tête du classement final, avec cinq points d'avance sur le tenant du titre, Thimphu City FC et douze sur Ugyen Academy. C'est le tout premier titre de champion du Bhoutan de l'histoire du club.

## Les clubs participants
- District de Thimphou : 
  - Transport United
  - Thimphu FC
  - Thimphu City FC
- District de Paro :
  - Paro United FC
- District de Punakha :
  - Ugyen Academy FC
- District de Phuntsholing :
  - Phuentsholing City FC

## Compétition

### A-Division
Les trois premiers de la Thimphu League se qualifient pour la National League.
| Rang | Équipe                  | Pts | J  | G  | N | P  | Bp | Bc | Diff |
| ---- | ----------------------- | --- | -- | -- | - | -- | -- | -- | ---- |
| 1    | Thimphu City FCT        | 40  | 14 | 13 | 1 | 0  | 70 | 10 | +60  |
| 2    | Transport UnitedP       | 32  | 14 | 10 | 2 | 2  | 43 | 12 | +31  |
| 3    | Thimphu FC              | 26  | 14 | 8  | 2 | 4  | 38 | 22 | +16  |
| 4    | Druk Star Football Club | 22  | 14 | 7  | 1 | 6  | 32 | 34 | -2   |
| 5    | High Quality United FCP | 19  | 14 | 6  | 1 | 7  | 37 | 36 | +1   |
| 6    | Bhoutan U19P            | 12  | 14 | 3  | 3 | 8  | 28 | 28 | 0    |
| 7    | Druk United             | 11  | 14 | 3  | 2 | 9  | 21 | 44 | -23  |
| 8    | FC Tertons              | 0   | 14 | 0  | 0 | 14 | 13 | 96 | -83  |
|      | Druk Pol FC exclu       | 9   | 13 | 2  | 3 | 8  | 19 | 31 | -12  |

|  | Participation à la National League 2017     |
|  | Relégation en B-Division                    |
|  | Exclusion du championnat                    |
|  | T : Tenant du titre P : Promu de B-Division |

- La rencontre Thimphu City FC-Druk Pol FC est abandonnée à la 55e minute et l'équipe de Druk Pol refuse de rejouer le match. À la suite de ce refus, Druk Pol est exclu du championnat. Tous ses résultats précédents sont annulés et le club est suspendu deux ans de toute compétition nationale.

### National League
Le classement est établi sur le barème de points classique (victoire à 3 points, match nul à 1, défaite à 0).
| Rang | Équipe                | Pts | J  | G | N | P  | Bp | Bc | Diff |  | Résultats (▼ dom., ► ext.) | Tra  | TCi | Ugy | Thi | Par  | Phu  |
| ---- | --------------------- | --- | -- | - | - | -- | -- | -- | ---- |  | -------------------------- | ---- | --- | --- | --- | ---- | ---- |
| 1    | Transport United      | 28  | 10 | 9 | 1 | 0  | 37 | 11 | +26  |  | Transport United           |      | 6-3 | 2-1 | 1-0 | 4-3  | 3-1  |
| 2    | Thimphu City FCT      | 23  | 10 | 7 | 2 | 1  | 48 | 12 | +36  |  | Thimphu City FCT           | 0-0  |     | 1-1 | 2-1 | 13-0 | 13-0 |
| 3    | Ugyen Academy FC      | 16  | 10 | 5 | 1 | 4  | 32 | 10 | +22  |  | Ugyen Academy FC           | 1-2  | 2-3 |     | 4-0 | 4-1  | 11-0 |
| 4    | Thimphu FC            | 13  | 10 | 4 | 1 | 5  | 25 | 18 | +7   |  | Thimphu FC                 | 1-3  | 1-3 | 1-0 |     | 4-3  | 8-1  |
| 5    | Paro United FC        | 7   | 10 | 2 | 1 | 7  | 29 | 36 | -7   |  | Paro United FC             | 1-3  | 1-2 | 0-2 | 0-0 |      | 13-2 |
| 6    | Phuentsholing City FC | 0   | 10 | 0 | 0 | 10 | 7  | 91 | -84  |  | Phuentsholing City FC      | 0-13 | 0-8 | 0-6 | 1-9 | 2-7  |      |

|  | Qualification pour la Coupe de l'AFC 2018 |
|  | T : Tenant du titre                       |

## Bilan de la saison
| Championnat du Bhoutan de football 2017 |                              |
| Champion                                | Transport United (1er titre) |
| Qualifications continentales            |                              |
| Coupe de l'AFC 2018                     | Transport United             |
| Promotions et relégations               |                              |
| Promus en National League               | Aucun                        |
| Relégués                                | Aucun                        |